# Gabriel Petisné

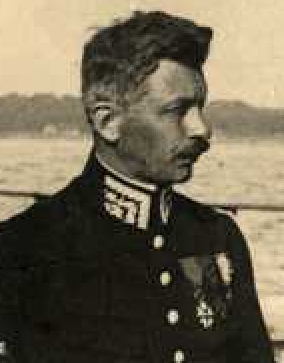
Gabriel Petisné

Jean Gabriel Petisné (* 14. Juni 1881 in Bordeaux, Frankreich; † 4. Dezember 1931 ebenda) war ein französischer Beamter und ziviler Kommissar des Memelgebietes von 1921 bis 1923. Er war der Nachfolger des französischen Generals Dominique Odry, den der Völkerbund als Oberkommissar eingesetzt hatte. Petisné gab sein Amt 1923 auf und übergab die Regierungsgeschäfte an die litauische Regierung.